# Виктор Юго
Виктòр-Марѝ Югò (на френски: Victor-Marie Hugo) е френски поет, писател, драматург, романист, художник и общественик.
Считан е за един от най-известните и важни френски писатели, дали отражение, както върху литературния, така и върху политическия живот на страната. Той заема видно място в историята на френската литература през XIX век, в жанрове и сфери с изключително разнообразие. Едни от най-известните му творби са „Парижката Света Богородица“ и „Клетниците“. Освен литературни изяви, той има и политически речи в Камарата на сенаторите, в Учредителното събрание и Законодателното събрание, по въпроси, засягащи например смъртното наказание. В творчеството му са включени и многобройни пътеписи и обширна кореспонденция.
Виктор Юго допринася значително за обновяване на поезията и театъра и е обект на възхищение от съвременниците си, но също така е оспорван от някои автори. Той помага на много поколения да видят и осмислят ангажираността на писателя в политическия и социалния живот. По време на Втората империя Юго живее в изгнание в продължение на двадесет години и е сред политическите емигранти, които отхвърлят амнистията и отказват да се завърнат.
Предимно благодарение на моралните и политически избори, които прави през втората половина от живота си, той става популярна емблематична фигура на Третата република и при смъртта си е удостоен с национално погребение. Останките му се намират в Пантеона в Париж, поставени там на 31 май 1885 г.

## Биография

### Произход и младежки години
Виктор Юго е роден през 1802 година в Безансон, област Франш Конте. Син е на Жозеф Леополд Сижисбер Юго (1773 – 1828), генерал от армията на Първата империя, получил графска титла от испанския крал Жозеф Бонапарт и на Софи Требюше (1772 – 1821). Виктор е най-малкото дете в семейството и има двама братя – Абел Жозеф Юго (1798 – 1855) и Йожен Юго (1800 – 1837).
Писателят прекарва детството си в Париж с чести пътувания до Неапол и Испания, където военната служба отвежда баща му. Така през 1811 г. заедно с брат си Йожен той посещава религиозно училище в Мадрид. През 1813 г. се установява в Париж с майка си, която напуска баща му заради връзка с Виктор Фано дьо Лаори, също имперски генерал. През 1815 г. постъпва с брат си в пансиона Кордие. Изглежда по това време започва да пише стихове. Той е окуражаван от майка си, на която чете стихотворенията си, както и от учителка в пансиона, която ги редактира. По това време той е изключително амбициозен: едва четиринадесетгодишен отбелязва в полето на един вестник – „Искам да бъда Шатобриан или нищо“.
През 1817 г. Юго участва в поетичен конкурс на тема „Щастието, което носи учението във всички житейски ситуации“, организиран от Френската академия. Журито е склонно да му присъди наградата за стихотворението „Trois lustres à peine“, но се усъмнява, че е твърде малък, за да го напише сам. През следващите няколко години той участва с променлив успех и в други поетични конкурси.
Окуражен от първите успехи, Виктор Юго се отказва от математиката, към която има склонност и решава да се занимава с литература. През 1819 година основава, заедно с братята си Абел и Йожен, списанието „Консерватьор литерер“, което привлича вниманието на по-широка публика към неговия талант. Първата му стихосбирка „Odes“ излиза през 1821 година, когато е на 19 години. Тя е отпечатана в 1500 екземпляра, които се продават за четири месеца. Един от тях достига до крал Луи XVIII, който отпуска на автора годишна пенсия от хиляда франка.

### Начало на писателска дейност
Майката на Юго умира на 27 юни 1821 г. През младежките си години той силно се привързва към нея и нейната смърт му се отразява тежко.
На 12 октомври 1822 г. Виктор Юго се жени за своята приятелка от детинство Адел Фуше (1803 – 1868). През 1823 г. се ражда първото им дете Леопол, което обаче умира рано. След това се раждат Леополдин (1824 – 1843), Шарл (1826 – 1871), Франсоа-Виктор (1828 – 1873) и Адел (1830 – 1915). Само най-малката дъщеря Адел надживява известния си баща, но в тежко психическо състояние, заради което прекарва продължителни периоди в специализирани болници. Малко след женитбата на Виктор Юго, брат му Йожен заболява от шизофрения и прекарва остатъка от живота си затворен в болница.
През 1823 година Юго публикува първия си роман „Han d'Islande“, който получава смесени отзиви. Добре аргументирана критика на романа от Шарл Нодие става повод за запознанството и сприятеляването на Юго с него. Той започва да посещава сбирките на литературния кръг Сенакъл, люлката на Романтизма, които оказват силно влияние върху творческото му развитие. Това продължава до 1827 – 1830 година, когато Шарл Нодие започва да става прекалено критичен към работите на Юго. През този период Виктор Юго се сближава с баща си, който го вдъхновява за няколко стихотворения с патриотичен и бонапартистки дух. Баща му умира през 1828 година.
Семейството на Виктор и Адел Юго води активен светски живот и се сближава с известни фигури от културния живот, като Шарл-Огюстен дьо Сент-Бьов, Алфонс дьо Ламартин, Проспер Мериме, Алфред дьо Мюсе, Йожен Дьолакроа. През 1831 година Адел Юго има любовна връзка със Сент Бьов. От 1826 до 1837 година семейството често гостува в замъка на Луи-Франсоа Бертен, директор на вестник „Журнал де деба“, в Биевър. По време на тези посещения Юго се запознава с Ектор Берлиоз, Франсоа Рене дьо Шатобриан, Ференц Лист, Джакомо Мейербер, и пише стихове, включително стихосбирката „Есенни листа“ („Les Feuilles d'automne“, 1831).
През 1826 година излиза вторият му роман „Бюг Жаргал“ („Bug-Jargal“). Между 1829 и 1840 година публикува още пет тома поезия – „Ориенталците“ („Les Orientales“, 1829), „Есенни листа“ („Les Feuilles d'automne“, 1831), „Песните на здрача“ („Les Chants du crepuscule“, 1835), „Вътрешните гласове“ („Les Voix intérieures“, 1837) и „Лъчите и сенките“ („Les Rayons et les ombres“, 1840), затвърждаващи неговата репутация на един от най-великите елегични и лирични поети на онова време. Двете повести „Последният ден на един осъден“ („Le Dernier Jour d'un condamné“) и „Клод Гьо“ („Claude Gueux“) изразяват отвращението на автора от болката и смъртта. През 1831 г. се появява и романът „Парижката Света Богородица“ („Notre Dame de Paris“).
През 1827 г. Виктор Юго публикува пиесата „Кромуел“ („Cromwell“), която така и не е поставена, но предговорът ѝ има блестящ успех. В него той се противопоставя на класическите конвенции, особено на принципа за единство на време и място, и очертава основните идеи на своята романтична драма.

### Театрален период
От 1830 до 1843 година Виктор Юго се посвещава почти изцяло на театъра, макар че продължава да публикува и поезия. Още през 1828 година той публикува младежката си пиеса „Amy Robsart“. През 1830 година той пише драмата „Ернани“ („Hernani“), която става повод за публичен сблъсък между литературните традиционалисти и новото романтично течение, оглавявано от Теофил Готие, което ентусиазирано подкрепя автора на „Ернани“. През 1831 година е поставена забранената две години по-рано пиеса на Юго „Марион Делорм“ („Marion de Lorme“), а през 1832 година – „Кралят се забавлява“ („Le roi s'amuse“).
През 1833 година Юго се запознава с актрисата Жулиет Друе, която става негова любовница и му посвещава живота си. Тя го спасява от арест по време на преврата от 1851 година, а той пише за нея множество стихотворения. В същото време тя не е единствената му любовница.
Пиесите „Лукреция Борджия“ („Lucrèce Borgia“) и „Мария Тюдор“ („Marie Tudor“) са поставени през 1833 година, а „Angelo, tyran de Padoue“ – през 1835 година. Поради липса на театрални салони, пригодени за новите романтични драми, Виктор Юго и Александър Дюма решават да създадат такъв театър. През 1836 година театралният деятел Атенор Жоли получава разрешение за изграждането на Ренесансовия театър в Париж и две години по-късно Юго поставя там пиесата си „Руи Блас“ („Ruy Blas“).
Виктор Юго става член на Френската академия през 1841 година след няколко опита, останали неуспешни, поради съпротивата на група академици, противници на романтизма, начело с Етиен дьо Жуи. През 1843 година поставя пиесата „Les Burgraves“, която не постига очаквания успех. Пиесите му често са освирквани от публиката, не особено склонна да приеме новия романтичен театър, макар че той има и група от ентусиазирани почитатели.
Докато пише всички тези пиеси, Юго се сблъсква с множество материални и лични проблеми. През 1843 година дъщеря му Леополдин загива със съпруга си, когато лодката им потъва в река Сена при Вилкиер. Тази трагедия му повлиява силно и до началото на своето изгнание той спира да пише и публикува.

### Политическа дейност
Възпитан от своята бретанска майка в духа на роялизма, с времето Юго постепенно заема по-демократични позиции – „Пораснах“, пише той в стихотворението „Написано през 1846“ („Écrit en 1846“) в отговор на упреците на един приятел на майка си.
Според изследователя Паскал Мелка по време на Юлската монархия Виктор Юго се стреми да повлияе на режима отвътре, като придобие влияние и получи възможност за реализиране на своите идеи. Така през 1844 година той става приближен на крал Луи-Филип, а през 1845 година е обявен за пер на Франция. Първата му реч в Камарата на перовете е в защита на Полша, разпокъсана от своите съседи, а през следващата година се обявява за връщането на политическите изгнаници, като Жером Бонапарт.
В началото на Революцията от 1848 година Юго е назначен за кмет на 8-и район на Париж, а след това става и депутат в парламента на Втората република, където е част от групата на консерваторите.
Виктор Юго участва в потушаването на работническите бунтове през юни 1848 година в качеството си на кмет на 8-и район, като лично командва военни части, изпратени срещу барикадите на бунтовниците. По-късно той изразява неодобрение към кървавото потушаване на бунтовете.
През август 1848 година Юго основава всекидневника „Евенман“. В него той поддържа кандидатурата на Луи-Наполеон Бонапарт, който е избран за президент през декември. След разпускането на Националното събрание, през 1849 година Юго е избран в Законодателното събрание, където през юли произнася своята известна реч за мизерията. Скъсва с Луи-Наполеон Бонапарт, когато той подкрепя връщането на папата в Рим, след което влиза в конфликт със своите доскорошни политически съмишленици, които вече смята за реакционери.
В знаменитата си реч във френския парламент на 29 август 1876 година, той призовава Франция, французите и света да изпълнят своя морален и хуманитарен дълг към освободителната борба на българския народ:
„Дошъл е моментът да се издигне глас ... Има минути, когато човешката съвест взема думата и заповядва на правителствата да я слушат ... Кога ще свърши мъченичеството на този малък героичен народ? Време е цивилизацията да издаде своята величествена забрана да се продължава така. Ние, народите, заповядваме на правителствата да издадат тази заповед ...“

### Изгнание
След държавния преврат от 2 декември 1851 година, когато Луи-Наполеон Бонапарт се обявява за пожизнен президент, Юго първоначално се подготвя за бягство, за кратко е арестуван, но скоро е освободен. След това той напуска страната доброволно и заминава за Брюксел, а след това за остров Джърси, британско владение край френския бряг на Ла Манша. Тук той пише „Наполеон Малкия“ („Napoléon le petit“), „Историята на едно престъпление“ („Histoire d'un crime“) и „Наказания“ („Les Châtiments“), в които яростно критикува преврата и неговия извършител. Мъчителните спомени за дъщеря му Леополдин, както и любопитството му, го подтикват към спиритичните експерименти, описани във „Въртящите се маси на Джърси“ („Les Tables tournantes de Jersey“).
Прогонен от Джърси заради критики към кралица Виктория, Юго се установява на близкия остров Гърнси. През следващите години той е сред малкото политически емигранти, които отхвърлят амнистията и отказват да се върнат във Франция. Следващите години са особено плодотворни за литературната дейност на Виктор Юго. Той издава „Наказания“ (1853), в които в стихотворна форма критикува Втората империя, стихосбирката „Съзерцания“ (1856, „Les Contemplations“), „Легенда на вековете“ (1856, „La Légende des siècles“), както и романа „Клетниците“ (1862, „Les Misérables“). През 1866 година издава романа „Морски труженици“ („Les Travailleurs de la mer“), посветен на жителите на остров Гърнси.
По време на престоя си в Гърнси Юго има и някои посещения от континента, като това на Жудит Готие или през 1860 година това на историка Жак Буше дьо Перт, който го описва като „джентълмен републиканец... много добре устроен, живеещ като глава на семейство... обичан от своите съседи и уважаван от населението“.

### Завръщане във Франция и смърт
Виктор Юго се връща през 1871 г. в Париж, след свалянето на император Наполеон III.
Едва през 1876 г. той е избран в новата Горна камара на Сената. През 1878 г. той получава удар и силите му намаляват.
Виктор Юго умира на 22 май 1885 г. на улица Avenue de Saint-Cloud 124 (днес Victor-Hugo). Той получава почетен гроб в парижката църква Св. Геновева, която е преустроена в Пантеон.

## Творчество
Литературните произведения на Виктор Юго се състоят от множество стихотворения, девет романа, дванадесет пиеси и многобройни публицистични и други произведения.

### Романи
- Han d'Islande („Хан Исландеца“) (1823 г.)
- Bug-Jargal („Бюг Жаргал“) (1826 г.)
- Le dernier jour d'un condamné („Последният ден на един осъден на смърт“) (1829 г.)
- Notre Dame de Paris („Парижката Света Богородица“) (1831 г.)
- Claude Gueux („Клод Гьо“) (1834 г.)
- Les Misérables („Клетниците“) (1862 г.)
- Les travailleurs de la mer („Морски труженици“) (1866 г.)
- L'homme qui rit („Човекът, който се смее“) (1869 г.)
- Quatre-vingt-treize („Деветдесет и трета година“) (1874 г.)

### Пиеси
- Cromwell („Кромуел“) (1827 г.)
- Marion Delorme („Марион Делорм“) (1829 г.)
- Hernani („Ернани“) (1830 г.)
- Le roi s'amuse („Кралят се забавлява“) (1832 г.)
- Lucrèce Borgia („Лукреция Борджия“) (1833 г.)
- Maria Tudor („Мария Тюдор“) (1833 г.)
- Angelo, tyran de Padoue („Анжело, тиран на Падуа“) (1834 г.)
- Ruy Blas („Руи Блас“) (1838 г.)
- Les burgraves (1843 г.)
- Torquemada („Торквемада“) (1882 г.)
- Théâtre en liberté („Театър и свобода“) (1886 г.)
- Amy Robsart („Ейми Робсарт“) (1889 г., посмъртно, за смъртта на Ейми Робсарт)

### Стихосбирки
- Odes et poésies diverses („Оди), (1822 г.)
- Nouvelles Odes („Нови оди“) (1824)
- Odes et Ballades („Оди и балади“), (1826 г., 1828 г.)
- Les Orientales („Източни мотиви“) (1829 г.)
- Les Feuilles d’Automne („Есенни листа“), (1831 г.)
- Les Chants du crépuscule („Песни на здрача“), (1835 г.)
- Les Voix intérieures („Вътрешни гласове“), (1837 г.)
- Les Rayons et les Ombres („Лъчи и сенки“), (1840 г.)
- Les Châtiments („Възмездия“) (1953 г.)
- Les Contemplations („Съзерцание“) (1956 г.)
- La Légende des Siècles („Легенда на вековете“) (3 части – 1959 г., 1977 г., 1883 г.; публикувани в един том през 1885 г.)
- Les Chansons des rues et des bois („Песни на улиците и горите“) (1865 г.),
- L'Année terrible („Ужасната година“) (1872 г.)
- L'Art d'être grand-père („Изкуството да бъдеш дядо“) (1877 г.)
- Religions et religion („Религия и вяра“) (1880 г.)
- Les Quatre Vents de l'esprit („Четирите посоки на духа“) (1881 г.)
- La Fin de Satan („Краят на Сатаната“) (1886 г.)
- Toute la Lyre („Пълнозвучна лира“) (1888 г., 1893 г.)
- Dieu („Бог“) (1891 г.)
- Les Années funestes („Гибелните години“) (1898 г.)
- Dernière Gerbe („Последен сноп“) (1902 г., 1941 г.)
- Océan. Tas de pierres („Океан“) (1942 г.)

### Полемики
- Napoleon le Petit („Малкият Наполеон“) (1851 г.) – за преврата на Наполеон III
- Histoire d'un crime („История на едно престъпление“) (1877 – 1878 г.)

### Речи
- La défense du littoral
- La condition féminine („За положението на жените“)
- L'enseignement religieux („Религиозното образование“)
- Plaidoyer contre la peine de mort („Пледоария срещу смъртното наказание“)
- Contra a ingnorancia („Против невежеството“)

### Рисунки
Юго е почти толкова плодотворен в рисуването, колкото и в литературата, като през живота си е нарисувал повече от 4000 рисунки. Първоначално ежедневно хоби, рисуването става по-важно за Юго малко преди неговото изгнание, когато взема решение да спре писането, за да се посвети на политиката. Рисуването става за него изключителен творчески „отдушник“ през периода 1848 – 1851 г.
Юго рисува само на хартия малък формат; обикновено използва тъмнокафяви или черни туш и мастило, понякога с бели щрихи и рядко в цвят.

## Адаптации
През годините произведенията на Виктор Юго са адаптирани в пълнометражни филми, телевизионни сериали, музикални произведения (опера, мюзикъли, балет), анимационни филми и са послужили за основа на множество съвременни трактовки на засегнатите теми и идеи.

### Игрални филми (кино и телевизия)
Романът Клетниците е включен в Международната филмова база данни IMDB с 20 адаптации, като най-старата е от 1909 г., а последната от 2012 г. Това са:
- Късометражни – 1909 (3 части)
- Пълнометражни – 1912, 1917, 1925 (2 части), 1934, 1935, 1944 (Мексико), 1944 (Египет), 1948 (Италия), 1950 (Япония), 1952, 1958, 1982, 1985 (Франция), 1995, 1998, 2012 (по мюзикъла)
- телевизионни сериали – 1967, 1972, 1978, 1998, 2000
- осъвременени адаптации – Re mizeraburu: kami to akuma (Япония, 1950 г.), действието са развива в периода Мейджи.

„Парижката Света Богородица“ е включен в IMDB с 18 адаптации, като най-старата е от 1923 г., а последната е от 2007 г.
- Късометражни – 1923
- Пълнометражни – 1911, 1922, 1923, 1939, 1956,
- телевизионни филми – 1976, 1982, 1997
- телевизионни сериали-1966

„Човекът, който се смее“ – The Man Who Laughs (1928), L’Uomo che ride (1966)], L'Homme Qui Rit (2012)
„Морски труженици“ – Sea Devils (1953)
„Мария Тюдор“ – 1917, 1966, Die Liebe und die Königin (1976)
„Руи Блас“ – 1909, 1912, 1948, 1972, 2002

### Музикални произведения
На произведения от Виктор Юго са базирано следните музикални произведения:
Мюзикъли
- Клетниците – мюзикъл от Клод-Мишел Шьонберг (1980 г.)
- Парижката Света Богородица – мюзикъл от Люк Пламондон (1999 г.)

Опери
- Парижката Света Богородица от Франц Шмидт,
- Марион Делорм от Амилкаре Понкиели
- Ернани от Джузепе Верди (1844 г.)
- Риголето от Джузепе Верди (1851 г.) (по „Кралят се забавлява“)
- Лукреция Борджия от Гаетано Доницети (1833 г.)
- Il giuramento (Клетвата) от Саверио Меркаданте (1837 г.) (по „Анджело, тиран на Падуа“)
- Der Improvisator от Ойген Д`албер (по „Анджело, тиран на Падуа“)
- La Gioconda от Амилцаре Пончиели (по „Анджело, тиран на Падуа“)
- Ruy Blas от Филипо Марчети.

Ференц Лист композира симфоничните си произведения Ce qu’on entend sur la montagne, S95 по Есенни листа и Мазепа по Ориенталски мотиви. Жорж Бизе, Рихард Вагнер, Камий Сен-Санс, Лео Делиб и Габриел Форе също са вдъхновени от Юго.

### Анимационни филми
- Клетниците – 1987, 1979 (Япония)
- Парижката Света Богородица – 1996 (Дисни), 1996 (Jetlag), 1996 (Golden Films), 1996 (Burbank)